# Virusi
Virusi (Viruses) su metabolički neaktivne i zarazne čestice na granici nežive prirode i živog svijeta. Nemaju stanične dijelove već potpuno ovise o mehanizmu stvaranja energije i bjelančevina stanica domaćina.
Na postojanje virusa je prvi upozorio ruski biolog Dmitrij Josifovič Ivanovski koji je tijekom istraživanja mozaične bolesti duhana, filtratom soka bolesne biljke oslobođenim od bakterija, uspio zaraziti zdravu biljku. Smatrao je da se radi o bakterijskom otrovu. Kasnije će Nizozemac Martinus Beijerinck ustvrditi da je riječ o novom, do tada nepoznatom obliku uzročnika bolesti za koji će upotrijebiti latinski naziv virus. Istraživanja virusne morfologije, njihova kemijskog sastava i umnožavanja su uznapredovala otkrićem elektronskog mikroskopa (veličina virusa se kreće između 20 i 300 nm) i uvođenjem novih metoda. U drugoj polovici 20. stoljeća počinje intenzivan uzgoj staničnih kultura što je omogućilo otkrivanje novih vrsta virusa.

## Građa
Virusnu česticu (virion, 5) čini nukleokapsida (4) koju tvori:
- nukleinska kiselina (DNK ili RNK) (2) – sadrži nasljedne upute potrebne za umnožavanje virusa (vidi niže), pa tvori virusni genom. Značajna je za infekcioznost virusa.
- kapsida (1) – proteinska ljuska koja obavija nukleinsku kiselinu od djelovanja enzima stanice. Građena je od kapsomera (3) i nositelj je virusnih antigena.

Neki su virusi obavijeni lipidskom ovojnicom (6) koja potječe od stanice u kojoj se umnožavaju. Iz nje strše glikoproteinski izdanci (7) kojima se virus prihvaća na stanicu primatelja. Takvi su npr. virusi gripe, bjesnoće i HIV. Slika prikazuje građu neovijenog (A) i ovijenog (B) virusa.
Građa većine virusa se zasniva na jednom od načela simetrije:
- zavojito (spiralno) – virusi štapićastog oblika, kapsomeri različitih veličina
- izometrično – kuglasti virusi, jednaki kapsomeri

## Umnožavanje
Umnožavanje (replikacija) virusa je enzimski proces prepisivanja vlastitog genoma kojeg čini jedna od nukleinskih kiselina. Ono se razlikuje od razmnožavanja ostalih mikrorganizama jer se odvija samo u živoj i primjenjivoj stanici. Za vrijeme umnožavanja virusa nastaju promjene na površini i u unutrašnjosti inficirane stanice. Ciklus umnožavanja u osnovi izgleda ovako:
1. pričvršćivanje virusa na površinu stanice s odgovarajućim receptorima (adsorpcija)
2. prodiranje virusa kroz staničnu membranu u stanicu (penetracija)
3. razgradnja kapside i aktivacija nukleinske kiseline
4. iskorištavanje stanične sinteze bjelančevina i nukleinske kiseline za prijenos svoje nasljedne upute (biosinteza)
5. stvaranje nukleokapside (sastavljanje viriona)
6. izlazak iz inficirane stanice (lizom ili pupanjem)

## Viroidi i prioni
Viroidi su infektivne čestice manje od virusa koje se sastoje samo od jednolančane RNK, a ne posjeduju kapsidu. Uzročnici su bolesti biljaka.
Prioni su sastavljeni samo od bjelančevina, pa su najotporniji na djelovanje fizikalnih i kemijskih činitelja. Uzročnici su promjena središnjeg živčanog sustava (kravlje ludilo).

## Rodovi virusa
Podaci za 2012 godinu navode sljedeće rodove virusa
- Alfamovirus
- Allexivirus
- Allolevivirus
- Alphabaculovirus
- Alphacryptovirus
- Alphaentomopoxvirus
- Alphalipothrixvirus
- Alphanodavirus
- Alphapapillomavirus
- Alpharetrovirus
- Alphavirus
- Amdovirus
- Ampelovirus
- Ampullavirus
- Anellovirus
- Anulavirus
- Aphthovirus
- Apscaviroid
- Aquabirnavirus
- Aquareovirus
- Arenavirus
- Arterivirus
- Ascovirus
- Asfivirus
- Atadenovirus
- Aureusvirus
- Avastrovirus
- Avenavirus
- Aviadenovirus
- Avibirnavirus
- Avihepadnavirus
- Avipoxvirus
- Avsunviroid
- Avulavirus
- Babuvirus
- Badnavirus
- Barnavirus
- Bdellomicrovirus
- Begomovirus
- Benyvirus
- Betabaculovirus
- Betacryptovirus
- Betaentomopoxvirus
- Betalipothrixvirus
- Betanodavirus
- Betapapillomavirus
- Betaretrovirus
- Betatetravirus
- Blosnavirus
- Bocavirus
- Bornavirus
- Bracovirus
- Brevidensovirus
- Bromovirus
- Bymovirus
- C2-like viruses
- Capillovirus
- Capripoxvirus
- Cardiovirus
- Cardoreovirus
- Carlavirus
- Carmovirus
- Caulimovirus
- Cavemovirus
- Cervidpoxvirus
- Cheravirus
- Chlamydiamicrovirus
- Chloriridovirus
- Chlorovirus
- Chrysovirus
- Circovirus
- Citrivirus
- Closterovirus
- Cocadviroid
- Coccolithovirus
- Coleviroid
- Coltivirus
- Comovirus
- Coronavirus
- Corticovirus
- Crinivirus
- Cripavirus
- Cucumovirus
- Curtovirus
- Cypovirus
- Cystovirus
- Cytomegalovirus
- Cytorhabdovirus
- Deltabaculovirus
- Deltalipothrixvirus
- Deltapapillomavirus
- Deltaretrovirus
- Deltavirus
- Densovirus
- Dependovirus
- Dianthovirus
- Dinovernavirus
- Ebolavirus
- Elaviroid
- Enamovirus
- Endornavirus
- Enterovirus
- Entomobirnavirus
- Ephemerovirus
- Epsilonpapillomavirus
- Epsilonretrovirus
- Erbovirus
- Errantivirus
- Erythrovirus
- Etapapillomavirus
- Fabavirus
- Fijivirus
- Flavivirus
- Foveavirus
- Furovirus
- Fusellovirus
- Gammabaculovirus
- Gammaentomopoxvirus
- Gammalipothrixvirus
- Gammapapillomavirus
- Gammaretrovirus
- Giardiavirus
- Globulovirus
- Guttavirus
- Gyrovirus
- Hantavirus
- Hemivirus
- Henipavirus
- Hepacivirus
- Hepatovirus
- Hepevirus
- Hordeivirus
- Hostuviroid
- Hypovirus
- Ichnovirus
- Ictalurivirus
- Idaeovirus
- Idnoreovirus
- Iflavirus
- Ilarvirus
- Iltovirus
- Influenzavirus a
- Influenzavirus b
- Influenzavirus c
- Inovirus
- Iotapapillomavirus
- Ipomovirus
- Iridovirus
- Isavirus
- Iteravirus
- Kappapapillomavirus
- Kobuvirus
- L5-like viruses
- Lagovirus
- Lambda-like viruses
- Lambdapapillomavirus
- Leishmaniavirus
- Lentivirus
- Leporipoxvirus
- Levivirus
- Luteovirus
- Lymphocryptovirus
- Lymphocystivirus
- Lyssavirus
- Macavirus
- Machlomovirus
- Macluravirus
- Maculavirus
- Mamastrovirus
- Mandarivirus
- Marafivirus
- Marburgvirus
- Mardivirus
- Marnavirus
- Mastadenovirus
- Mastrevirus
- Megalocytivirus
- Metapneumovirus
- Metavirus
- Microvirus
- Mimivirus
- Mimoreovirus
- Mitovirus
- Molluscipoxvirus
- Morbillivirus
- Mu-like viruses
- Mupapillomavirus
- Muromegalovirus
- Mycoreovirus
- N15-like viruses
- N4-like viruses
- Nairovirus
- Nanovirus
- Narnavirus
- Necrovirus
- Nepovirus
- Norovirus
- Novirhabdovirus
- Nucleorhabdovirus
- Nupapillomavirus
- Okavirus
- Oleavirus
- Omegatetravirus
- Omicronpapillomavirus
- Ophiovirus
- Orbivirus
- Orthobunyavirus
- Orthohepadnavirus
- Orthopoxvirus
- Orthoreovirus
- Oryzavirus
- Ostreavirus
- Ourmiavirus
- P1-like viruses
- P22-like viruses
- P2-like viruses
- Panicovirus
- Parapoxvirus
- Parechovirus
- Partitivirus
- Parvovirus
- Pecluvirus
- Pefudensovirus
- Pelamoviroid
- Percavirus
- Pestivirus
- Petuvirus
- Phaeovirus
- Phi29-like viruses
- Phic31-like viruses
- Phih-like viruses
- Phlebovirus
- Phytoreovirus
- Picobirnavirus
- Pipapillomavirus
- Plasmavirus
- Plectrovirus
- Pneumovirus
- Polemovirus
- Polerovirus
- Polyomavirus
- Pomovirus
- Pospiviroid
- Potexvirus
- Potyvirus
- Prasinovirus
- Proboscivirus
- Prymnesiovirus
- Pseudovirus
- Psim1-like viruses
- Ranavirus
- Raphidovirus
- Respirovirus
- Rhadinovirus
- Rhizidiovirus
- Roseolovirus
- Rotavirus
- Rubivirus
- Rubulavirus
- Rudivirus
- Rymovirus
- Sadwavirus
- Salterprovirus
- Sapovirus
- Seadornavirus
- Semotivirus
- Sequivirus
- Siadenovirus
- Simplexvirus
- Sirevirus
- Sobemovirus
- Soymovirus
- Sp01-like viruses
- Spiromicrovirus
- Spumavirus
- Suipoxvirus
- T1-like viruses
- T4-like viruses
- T5-like viruses
- T7-like viruses
- Tectivirus
- Tenuivirus
- Teschovirus
- Thetapapillomavirus
- Thogotovirus
- Tobamovirus
- Tobravirus
- Tombusvirus
- Topocuvirus
- Torovirus
- Tospovirus
- Totivirus
- Trichovirus
- Tritimovirus
- Tungrovirus
- Tymovirus
- Umbravirus
- Varicellovirus
- Varicosavirus
- Vesiculovirus
- Vesivirus
- Vitivirus
- Waikavirus
- Whispovirus
- Xipapillomavirus
- Yatapoxvirus
- Zetapapillomavirus